# صيغ فريني-سيري

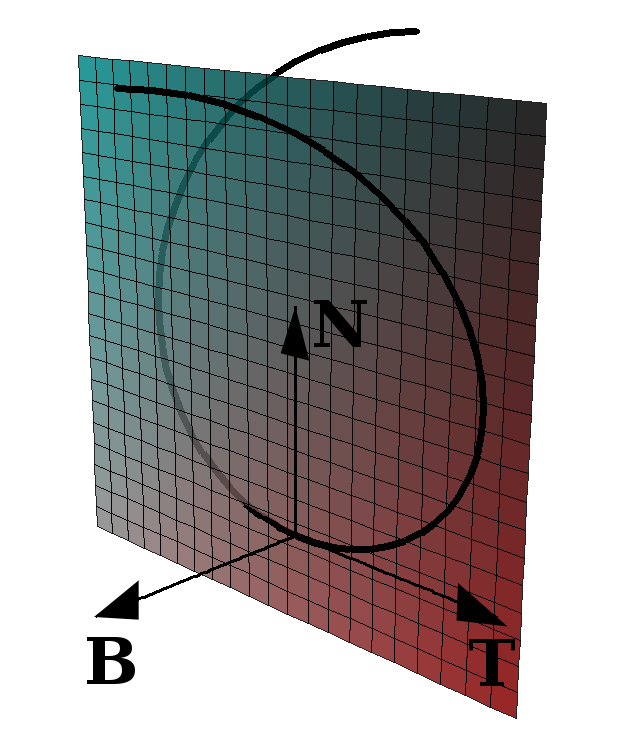
منحنى فضائي ؛ الأشعة T، N وB ؛ والسطح المهتز يمتدّ من قبل T وN.

يستخدم معلم فريني لدراسة الحركة المنحنية وخاصة منها الحركة الدائرية.
يتكون معلم فريني من محورين متعامدين في الوضع الذي يكون فيه المتحرك عند لحظة معينة t. 
هذا يعني أنه يتحرك مع المتحرك ولا يبقى ثابتا في وضع معين كما هو الحال بالنسبة للمعلم الديكارتي.
– يكون أحد المحورين مماسا للمسار في الوضع الذي يكون فيه المتحرك وموجها في جهة الحركة. يدعى هذا المحور : المحور المماسي
– المحور الثاني يعامد المحور المماسي وهو موجه نحو مركز المسار. يدعى هذا المحور: المحور الناظمي
عبارة شعاع (متجهة) التسارع في هذا المعلم:
{\displaystyle {\overrightarrow {a}}={\overrightarrow {a_{N}}}\ +{\overrightarrow {a_{T}}}}
و قيمته العددية تعطى بالعلاقة:
{\displaystyle a={\sqrt {a_{N}^{2}+a_{T}^{2}}}}
لحساب قيمة المركبة الناظمية:
```

  

    

      

        

          
a

          

            
N

          

        

        
=

        

          

            

              
v

              

                
2

              

            

            
R

          

        

      

    

    
{\displaystyle a_{N}={v^{2} \over R}}

  

```

حيث v هي قيمة السرعة في الموضع M 
و R نصف قطر انحناء المسار الدائري.